# Argopteron
Argopteron is een geslacht van vlinders van de familie dikkopjes (Hesperiidae), uit de onderfamilie Heteropterinae.

## Soorten
- A. aureipennis (Blanchard, 1852)
- A. aureum Peña, 1968
- A. puelmae (Calvert, 1888)